# Прохор (епископ Сарский)

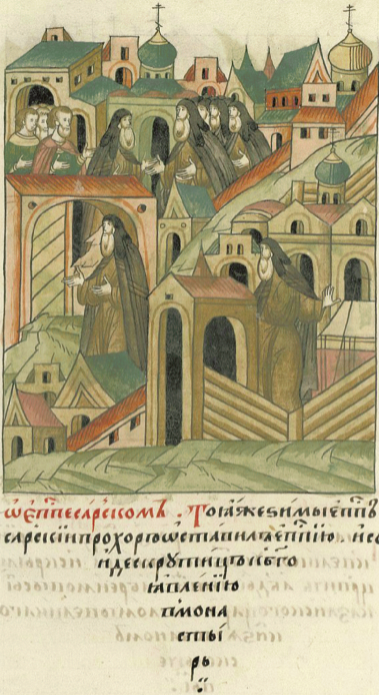
Епископ Сарайский Прохор уходит в Богоявленский монастырь

Епископ Прохор — епископ Русской церкви, епископ Сарский и Подонский (Крутицкий).

## Биография
С 1456 года — настоятель Московского Богоявленского монастыря.
17 марта (по другим источникам, 11 марта) 1471 года хиротонисан во епископа Сарского и Подонского.
В июне 1472 года принимал участие в перенесении мощей святителя Петра († 1326).
В апреле 1473 года участвовал в погребении митрополита Московского и всея Руси Филиппа, а в июне того же года — в поставлении Геронтия в митрополита Московского и всея Руси.
В августе 1479 года находился вместе с другими епископами при освящении Успенского собора.
С 26 сентября 1490 года, после смерти митрополита Геронтия и до поставления Зосимы, временно управлял делами митрополии.
В октябре того же года был на Соборе по поводу ереси жидовствующих.
В сентябре 1492 года участвовал в другом Соборе, созванном по делу составления новой пасхалии.
В декабре 1492 года оставил управление епархией, ушёл на покой в Московский Богоявленский монастырь. За своё продолжительное служение получил от великого князя «на кормление Звенигород со всеми пошлинами».
Год кончины неизвестен. Погребён в Крестовой церкви Крутицких архиереев.